# Thierry Martin (dessinateur de timbres)
Pour les articles homonymes, voir Thierry Martin.
 (août 2025).
Thierry Martin, né le 30 avril 1949 est un graphiste belge.

## Biographie
Diplômé de l'École des beaux-arts de Namur, il entre à La Poste en 1971.
En 1982, il dessine une série de timbres pour la République du Zaïre. Cette série a pour thème le Parc national des Virunga.
En 1991, il intègre le design office au sein de la Direction de la philatélie, chargé de préparer les émissions de timbres-poste et de produits philatéliques. En 1993, en collaboration avec Myriam Voz, il crée la signature MVTM après avoir remporté le concours du premier timbre d'usage courant à l'effigie du roi Albert II. En 2005, le duo est rejoint par Jean Libert au design office.
Au sein de MVTM, il a créé, entre autres, toutes les séries d'usage courant à l'effigie d'Albert II.